# Белтень (Бузеу)
Белтень, Белтені (рум. Bălteni) — село у повіті Бузеу в Румунії. Входить до складу комуни К.А. Росетті.
Село розташоване на відстані 104 км на північний схід від Бухареста, 29 км на південний схід від Бузеу, 83 км на південний захід від Галаца, 140 км на південний схід від Брашова.

## Населення
За даними перепису населення 2002 року у селі проживали 566 осіб, усі — румуни. Усі жителі села рідною мовою назвали румунську.